# Sangesurkamm
Der Sangesurkamm (russisch Зангезурский хребет; aserbaidschanisch Zəngəzur dağları; armenisch Զանգեզուրի լեռնաշղթա) ist ein Gebirgszug westlich der historischen Region Sangesur im östlichen Armenischen Hochland.
Er verläuft im Grenzgebiet zwischen der Autonomen Republik Nachitschewan und den armenischen Provinzen Sjunik und Wajoz Dsor. Er erstreckt sich von den Oberläufen von Arpa und Tərtər im Norden bis zum Aras im Süden. Der Sangesurkamm besitzt eine Länge von 130 km. Höchster Gipfel der Bergkette ist der 3904 m hohe Kaputdschugh. Das Ajozdsorski-Gebirge zweigt nach Westen ab.
Das Gebirge besteht hauptsächlich aus Granit und Granodiorit. Die Westhänge sind von Steppen- und Halbwüstenlandschaft bedeckt. Die Osthänge sind bis zu einer Höhe von 800 m bewaldet (Eichen, Buchen, Eschen, Ahorn). Darüber wächst subalpine Vegetation. Es gibt Erzvorkommen von Kupfer und Molybdän.

## Berge (Auswahl)
Im Folgenden sind eine Reihe von Gipfeln entlang dem Hauptkamm des Sangesurkamms in Nord-Süd-Richtung sortiert aufgelistet:
- Kaputdschugh (3904 m) (⊙), Nachitschewan, Armenien